# بیونیکل ۲: افسانه‌های مترو نویی
بیونیکل ۲: افسانه‌های مترو نویی (انگلیسی: Bionicle 2: Legends of Metru Nui) پویانمایی رایانه‌ای در ژانر اکشن، فانتزی، و ماجراجویی است که در سال ۲۰۰۴ منتشر شد. این انیمیشن یک پیشایند از فیلم قبلی، بیونیکل: نقاب روشنایی و دومین فیلم از مجموعه فیلم‌ بیونیکل است. دنباله این فیلم، بیونیکل ۳: تاری از سایه‌ها در سال ۲۰۰۵ منتشر شد.

## شخصیت‌ها
- آلساندرو جولیانی در نقش توآ واکاما (توآ آتش)
  - کریستوفر گیز[۲] در نقش توراگا واکاما (راوی)
- جرارد پلانکت[۳] در نقش توراگا دوما، رهبر مترو نویی
- تبیثا سن‌ژرمان در نقش توآ نوکاما (توآ آب)
- مایکل دابسون[۴] در نقش توآ/توراگا لیکان و کرِکا
- برایان دراموند در نقش توآ ماتائو (توآ هوا) و توآ آنووا (توآ سنگ)
- پال دابسون[۵] در نقش توآ ونوآ (توآ خاک) و نیدیکی
- ترور دیوال[۶] در نقش توآ نوجو (توآ یخ)
- لی تاکر در نقش ماکوتا و کانگو